# Parafia Wszystkich Świętych Ruskich w Paryżu
Parafia Wszystkich Świętych Ruskich – etnicznie rosyjska parafia prawosławna w Paryżu. Obecnie czasowo nie prowadzi działalności duszpasterskiej. Jedna z dwóch w Paryżu (a 11 we Francji) parafii Rosyjskiego Kościoła Prawosławnego poza granicami Rosji.
Po utworzeniu eparchii brytyjskiej i zachodnioeuropejskiej w miejsce eparchii genewskiej i zachodnioeuropejskiej oraz brytyjskiej i irlandzkiej, parafia nie została uwzględniona w spisie placówek nowej eparchii.